# Limones
Limones è un comune (corregimiento) della Repubblica di Panama situato nel distretto di Barú, provincia di Chiriquí. Si estende su una superficie di 53,8 km² e conta una popolazione di 1.040 abitanti (censimento 2010).